# Historia de las mentalidades
La historia de las mentalidades es una corriente historiográfica que surgió en Francia en los años 1920-1930. Nació en la escuela de los Annales francesa como una forma de historia social y cultural utilizando además del método histórico, modelos metodológicos multidisciplinares como los de la filosofía, la psicología, la antropología y la historia del arte con el fin de analizar, investigar y estudiar lo que otras sociedades o personas del pasado pudieron pensar, razonar y manifestar en su tiempo y contexto.
Esta corriente se desarrolló sólo en Francia durante varias décadas, para luego ganar adeptos en Inglaterra, Alemania, Italia y Estados Unidos. Se considera que las obras fundacionales de esta corriente son El problema de la incredulidad en el siglo XVI. La religión de Rabelais (1942) de Lucien Febvre y   Los reyes taumaturgos (1924) de Marc Bloch. Ninguno de los dos habló de «mentalidades» en sus obras, y habrá que esperar a los años 1960 para que el término se impusiera durante la segunda etapa del desarrollo de la historia de las mentalidades, época de su mayor difusión y vulgarización.

## Definición
Fue el historiador Georges Duby quien en un artículo homónimo de 1961 propuso que la historiografía debía tener como objeto de estudio:

las respuestas que las distintas sociedades habían dado sucesivamente a la interrogación permanente del hombre a propósito del universo que les engloba y de su destino
Georges Duby citado por Ríos Saloma

Se han dado múltiples definiciones sobre lo que se engloba y lo que no como parte de la historia de las mentalidades. Como lo anotó la historiadora mexicana Solange Alberro:

Fuerza es aceptar que sus distintos padres,  tutores, padrinos y numerosos descendientes dan de ella definiciones variables que tienen  en común un carácter de ambigüedad y de amplitud.  Si para el  medievalista Jacques  Le Goff abarca "el  contenido impersonal del pensamiento", para Robert Mandrou es  "una visión del mundo lato sens".
Solange Alberro

## Desarrollo histórico
La publicación de El Mediterráneo y el mundo mediterráneo en la época de Felipe II de Fernand Braudel significó un acontecimento muy relevante en el estudio de la historia en occidente, ya que la obra demostró la ruptura con ciertos supuestos teóricos prevalecientes en la época. Uno de ellos fue la noción de un nuevo sujeto histórico así como la demostración de que una obra plenamente de estudio de la historia podía apoyarse de manera simultánea en lo cuantitativo, como la historia económica o social, como en las expresiones culturales singulares y colectivas. Para ello existía el antecedente en Francia en los años 40 de las herramientas mentales, las cuales buscaron analizar expresiones del pasado mediante metodologías psicológias contemporáneas. Marc Bloch, influenciado por Emile Durkheim, echó mano del estudio de las relaciones entre la sociedad y sus contextos socioeconómicos para llegar a explicaciones.